# Reaper (Marvel Comics)
Pour les articles homonymes, voir Reaper.
Reaper est un super-vilain créé par Marvel Comics.

## Origine
De son véritable nom Pantu Hurageb, Reaper est un mutant affilié au groupe terroriste du Front de libération mutant.
Il combattit à plusieurs reprises X-Force et les X-Men, perdant même un bras dans un combat contre Shatterstar, et un pied dans un accident de téléportation. Ses deux membres furent remplacés par des prothèses cybernétiques.
Il fit partie un temps des Exilés, avec Sienna Blaze, et revint sur Terre.
Avec son partenaire de toujours, Wildside, il fut embrigadé dans une unité de Weapon X, jusqu'à ce qu'ils se fassent griller le cerveau par Cable.
On l'a revu récemment. Victime du M-Day, il vivait dans la rue jusqu'à ce qu'il croise Vif-Argent, qui lui rendit ses pouvoirs.

## Pouvoirs
- La peau de Reaper secrète une neurotoxine. Introduite dans un système sanguin, elle bloque les muscles. La victime peut bouger avec de la volonté, en supportant une douleur extrême.
- Reaper se sert d'une faux pour se battre, et ainsi faire rentrer son poison dans le sang des personnes qu'il blesse. La faux est désormais une extension de son bras.